# Andrej Rozen

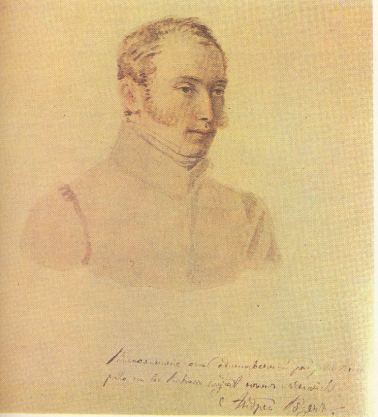
Andrej Rozen.

Andrej Jevgenjevitj Rozen (Andreas Hermann Heinrich von Rosen; ryska: Андрей Евгеньевич Розен), född 14 november (gamla stilen: 3 november) 1799 i Mäetaguse, Guvernementet Estland, Kejsardömet Ryssland, död 30 april (gamla stilen: 18 april) 1884 i Oknino, Guvernementet Charkov, Kejsardömet Ryssland, var en rysk författare. 
Rosen tjänade i finska livgardet och dömdes för deltagande i dekabristupproret 1825 till sex års gruvarbete i Tjita och förvisning på livstid. Benådad efter Alexander II:s tronbestigning, bosatte han sig på sin hustrus egendom nära Charkov, där han med egna medel upprättade en folkskola och en lantmannabank. År 1861 blev han fredsdomare. Som skriftställare gjorde han sig känd genom sina i Leipzig 1869 tryckta Aus den Memoiren eines russischen Dekabristen. Dessutom gjorde han ett utkast till sin släkts krönika (1876) och publicerade i ryska tidskrifter flera monografier och erinringar om dekabristerna i Sibirien.